# Albanien ved sommer-OL 2012
Albanien ved sommer-OL 2012 i London, United Kingdom fra 27 Juli til 12 August 2012.

## Atletik
Der var en kvindelig deltager kvalificeret via kvoto-kvalifikation og en mandlige atlet via et wildcard.
Mænd
| Atlet          | Konkurrence | Kvalifikation | Kvalifikation | Finale          | Finale          |
| Atlet          | Konkurrence | Distance      | Position      | Distance        | Position        |
| -------------- | ----------- | ------------- | ------------- | --------------- | --------------- |
| Adriatik Hoxha | Kuglestød   | 17.58         | 37            | gik ikke videre | gik ikke videre |

Kvinder
| Atlet          | Konkurrence | Heat                 | Heat                 | Semifinale           | Semifinale           | Finale               | Finale               |
| Atlet          | Konkurrence | Resultat             | Placering            | Resultat             | Placering            | Resultat             | Placering            |
| -------------- | ----------- | -------------------- | -------------------- | -------------------- | -------------------- | -------------------- | -------------------- |
| Klodiana Shala | 200 m       | Træk sig pga. skade. | Træk sig pga. skade. | Træk sig pga. skade. | Træk sig pga. skade. | Træk sig pga. skade. | Træk sig pga. skade. |

## Judo
Fra Albanien var der kvalificeret 0 judokas, men pga. det IOC's afslag på at tilladelse til at Kosovars af albansk etnicitet at repræsenterer Kosovo eller at deltage som uafhængige atleter, repræsenterede Majlinda Kelmendi Albanien.
| Atlet             | Konkurrence    | Round of 32                | Round of 16                | Kvartfinalerne      | Semifinale          | Repechage 1         | Repechage 2       | Finale            | Finale          |
| Atlet             | Konkurrence    | Opposition Resultat        | Opposition Resultat        | Opposition Resultat | Opposition Resultat | Opposition Resultat | Opposition Result | Opposition Result | Rank            |
| ----------------- | -------------- | -------------------------- | -------------------------- | ------------------- | ------------------- | ------------------- | ----------------- | ----------------- | --------------- |
| Majlinda Kelmendi | Kvinder -52 kg | Sundberg (FIN) W 0020–0001 | Legentil (MRI) L 0101–1001 | Gik ikke videre     | Gik ikke videre     | Gik ikke videre     | Gik ikke videre   | Gik ikke videre   | Gik ikke videre |

## Skydning
Mænd
| Atlet        | Konkurrence     | Kvalifikation | Kvalifikation | Finale          | Finale          |
| Atlet        | Konkurrence     | Point         | Rank          | Point           | Rank            |
| ------------ | --------------- | ------------- | ------------- | --------------- | --------------- |
| Arben Kucana | 10 m luftpistol | 577           | 20            | Gik ikke videre | Gik ikke videre |
| Arben Kucana | 50 m pistol     | 524           | 37            | Gik ikke videre | Gik ikke videre |

## Svømningg
Der deltog en mandelig og en kvindelig svømmer fra Albanien.
Mænd
| Atlet       | Konkurrence    | Heat  | Heat | Semifinale      | Semifinale      | Finale          | Finale          |
| Atlet       | Konkurrence    | Tid   | Rank | Tid             | Rank            | Tid             | Rank            |
| ----------- | -------------- | ----- | ---- | --------------- | --------------- | --------------- | --------------- |
| Sidni Hoxha | 100 m fri mænd | 51:11 | 37   | Gik ikke videre | Gik ikke videre | Gik ikke videre | Gik ikke videre |

Kvinder
| Atlet       | Konkurrence     | Heat    | Heat | Semifinale      | Semifinale      | Finale          | Finale          |
| Atlet       | Konkurrence     | Tid     | Rank | Tid             | Rank            | Tid             | Rank            |
| ----------- | --------------- | ------- | ---- | --------------- | --------------- | --------------- | --------------- |
| Noel Borshi | 100 m butterfly | 1:05.49 | 40   | Gik ikke videre | Gik ikke videre | Gik ikke videre | Gik ikke videre |

## Vægtløftning
Der var fra Albanien tre kvalificerede mænd og en kvindelige deltager. Den 28 Juli meddelte IOC at Hysen Pulaku var testet positivt for stanozolol, et forbudt anabolisk stereoide, og udelukkende ham fra legene.
| Atlet           | Event        | Stød   | Stød | Træk   | Træk | Total | Rank |
| Atlet           | Event        | Result | Rank | Result | Rank | Total | Rank |
| --------------- | ------------ | ------ | ---- | ------ | ---- | ----- | ---- |
| Briken Calja    | 69kg mænd    | 143    | 12   | 177    | 7    | 320   | 9    |
| Daniel Godelli  | 69kg mænd    | 142    | DNF  | –      | –    | –     | DNF  |
| Endri Karina[a] | 94kg mænd    | 155    | 15   | 195    | 14   | 350   | 14   |
| Romela Begaj    | 58kg kvinder | 101    | 7    | 115    | 12   | 216   | 11   |

## Notes
| a. | ↑ The Albanian weightlifter, Erkand Qerimaj, resulted positive in the anti-doping test at the European Championship in Antalya, where he was found European Champion for 77 kg. He provisionally is suspended and replaced by Endri Karina. |
| b. | ↑Kosovo er centrum for territoriale uenigheder mellem Republikken Kosovo og Republikken Serbien. Republikken Kosovo erklærede uafhængighed 17. februar 2008, men Serbien gør fortsat krav på dets territorie som en del af sin egen autonome provins. De to regeringer begyndte at normalisere deres diplomatiske forhold i 2013 som en del af Bruxellesaftalen. Kosovo er blevet anerkendt som uafhængig stat af størstedelen af FN's medlemsstater. |